# Eratoidea
Eratoidea là một chi ốc biển, là động vật thân mềm chân bụng sống ở biển trong họ Marginellidae, họ ốc mép.

## Các loài
Các loài thuộc chi Eratoidea bao gồm:
- Eratoidea hematita (Kiener, 1834)[2]
- Eratoidea watsoni (Dall, 1881)[3]